# الاعتيان والقبض

مخطط دائرة "اِعتيان وقبض" مبسطة. AI هو قيمة الإدخال تناظري، AO قيمة الخرج التناظري و C- إشارة التحكم.

أزمنة العينة.

"الاِعتيان والقبض" أو "اخذ العينات والاحتفاظ بها"

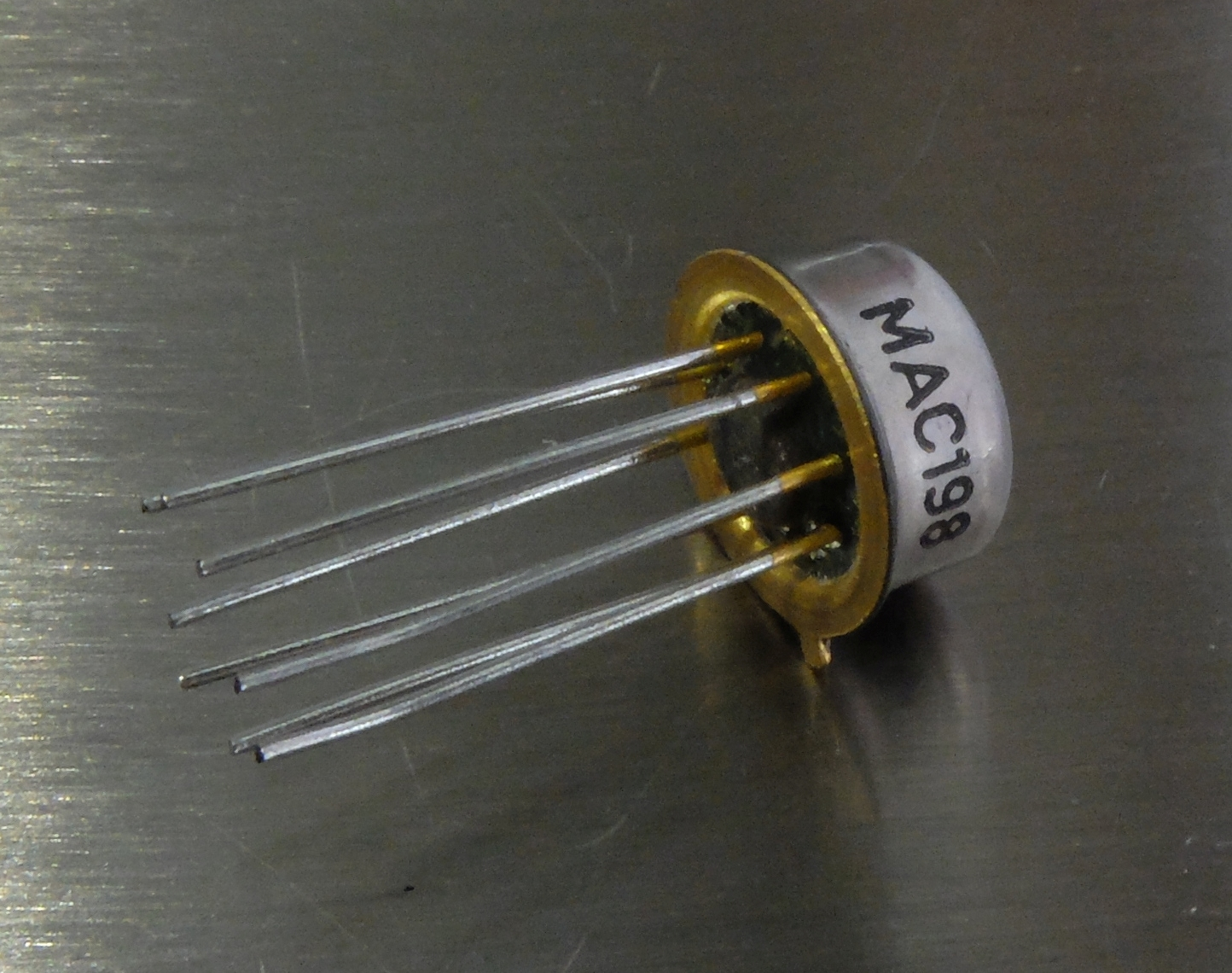
دائرة اِعتيان والقبض متكاملة (Tesla MAC198)

في الإلكترونيات، تعد دائرة الاِعتيان والقبض(أو الاِعتيان والمتابعة أو الاِعتيان والمسك) جهازًا تناظريًا يأخذ عينات (يلتقط ويأخذ) من جهد إشارة تناظرية متغيرة باستمرار ويحفظ (يحبس ويقبض) قيمته عند مستوى ثابت لـفترة زمنية دنيا محددة. تعد دارات الاِعتيان والقبض وكاشفات الذروة ذات الصلة أجهزة تخزينية تناظرية أولية. تُستخدم عادةً في المحولات التناظرية الرقمية لإزالة الاختلافات في إشارة الالإدخال التي يمكن أن تفسد عملية التحويل. تُستخدم أيضًا في الموسيقى الإلكترونية، مثلاً لإضفاء جودة عشوائية على النوتات الموسيقية التي يتم تشغيلها على التوالي.
تقوم دائرة الاِعتيان والقبض النموذجية بتخزين الشحنة الكهربائية في مكثف وتحتوي على جهاز تبديل-(مفتاح إلكترونيّ / التبديل يعني الفتح والغلق)- واحد على الأقل مثل مفتاح فِتْ FET (ترانزستور تأثير المجال) ومضخم عملياتي واحد عادةً. لأخذ عينات Sample من إشارة الإدخال، يقوم المفتاح بتوصيل المكثف بخرج المكبر العازل. يقوم المكبر العازل بشحن أو تفريغ المكثف بحيث يكون الجهد على أطراف المكثف مساويًا عمليًا أو متناسبًا مع جهد الإدخال. في وضع القبض (الحفظ Hold)، يقوم المفتاح بفصل المكثف عن المكبر العازل. يتم تفريغ المكثف دائمًا عن طريق تيارات التسرب الخاصة به وتيارات الحمل المفيدة، مما يجعل الدائرة متبخرة (لا تحفظ) بطبيعتها، لكن فقدان الجهد (انخفاض الجهد) خلال فترة القبض محددة يظل ضمن هامش خطأ مقبول لجميع التطبيقات باستثناء التطبيقات الأكثر تطلبًا.

## الغرض
تُستخدم دارات الاِعتيان والقبض في الأنظمة الخطية. في بعض أنواع المحولات التناظرية الرقمية (ADCs)، تتم مقارنة الإدخال بالجهد المتولد داخليًا من محول رقمي تناظري (DAC). تجرب الدائرة سلسلة من القيم وتتوقف عن التحويل بمجرد تساوي الفولتية، ضمن هامش خطأ محدد. إذا تم السماح بتغيير قيمة الإدخال أثناء عملية المقارنة تلك، فسيكون التحويل الناتج غير دقيق وربما لا علاقة له بقيمة الإدخال الحقيقية. غالبًا ما تشتمل محولات التقريب المتتالية successive approximation converters على دائرة اِعتيان وقبض. إضافةً إلى ذلك، غالبًا ما يتم استخدام دارات الاِعتيان والقبض عند الحاجة لقياس عدة عينات في نفس الوقت. يتم أخذ عينات (اِعتيان) من كل قيمة والاحتفاظ بها (القبض)، باستخدام ساعة عينة مشتركة.
بالنسبة لجميع شاشات المصفوفة النشطة البلورية السائلة التجارية القائمة على خلايا TN أو IPS أو VA electro-optic LC cells(باستثناء الظواهر ثنائية الاستقرار)، يمثل كل بكسل مكثفًا صغيرًا يجب شحنه دوريًا إلى مستوى يتوافق مع قيمة التدرج الرمادي (التباين) المطلوب لعنصر الصورة. من أجل الحفاظ على المستوى أثناء دورة المسح (فترة الإطار)، يتم توصيل مكثف كهربائي إضافي بالتوازي مع كل بكسل LC لقبض (حفظ) الجهد بشكل أفضل. يوجه مفتاح الغشاء الرقيق FET لتحديد بكسل LC معين وشحن معلومات الصورة الخاصة به. على عكس S/H في الإلكترونيات العامة، لا يوجد مضخم إخراج عملياتي ولا إشارة كهربائية AO. بدلاً من ذلك، تتحكم الشحنة الموجودة على المكثفات المعلقة hold capacitors في تشوه جزيئات LC وبالتالي التأثير البصري كناتج لها. تم تكريم اختراع هذا المفهوم وتنفيذه في تقنية الأغشية الرقيقة بميدالية IEEE Jun-ichi Nishizawa.

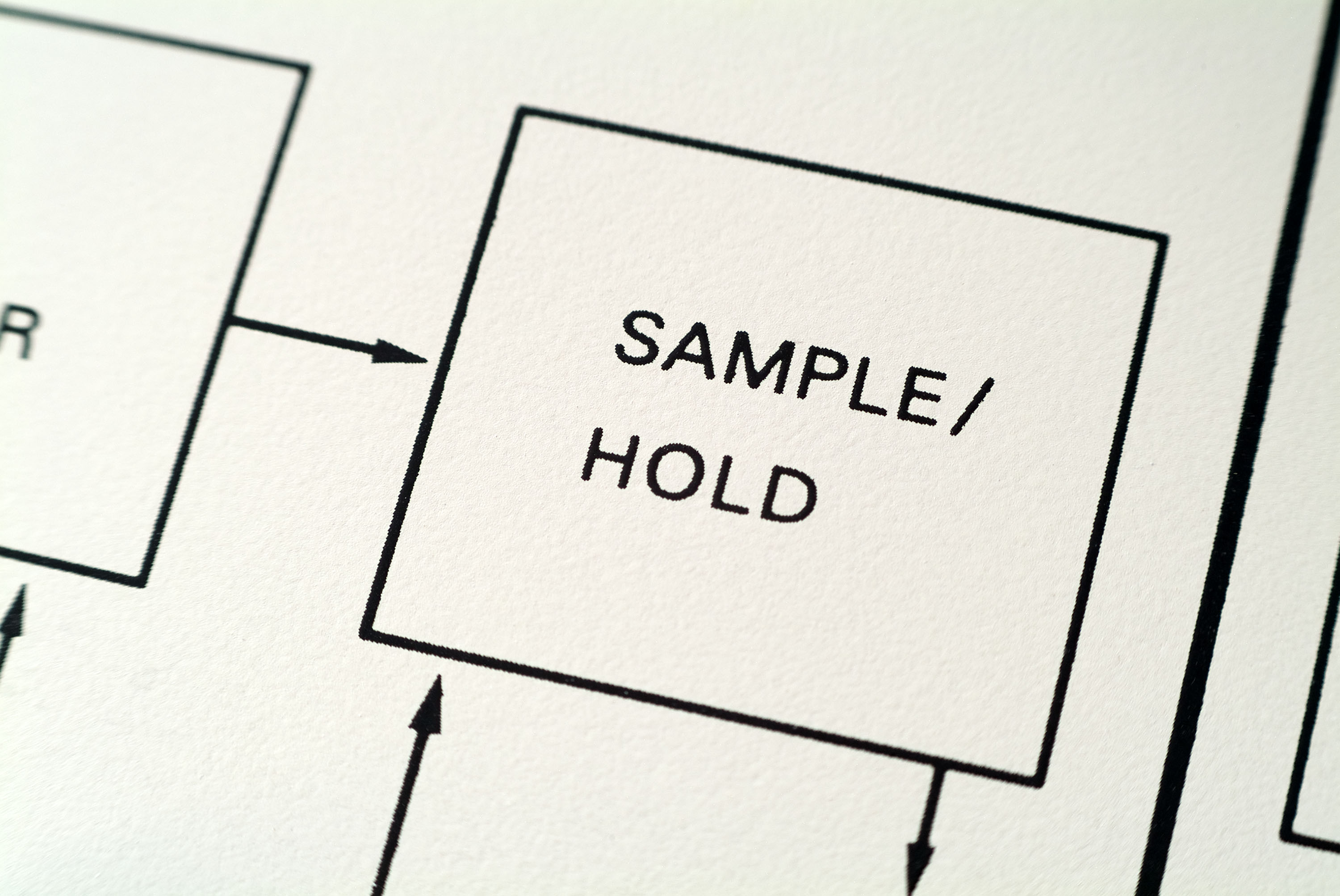
رسم الاِعتيان والقبض في آلة مُرَكِّب ARP Odyssey.

أثناء دورة المسح، لا تتبع الصورة إشارة الإدخال. لا يسمح ذلك للعين بالانتعاش ويمكن أن يؤدي إلى تشويش أثناء تسلسل الحركة، كما أن الانتقال مرئي بين الإطارات لأن الإضاءة الخلفية مضاءة باستمرار، مما يضيف إلى عرض ضبابية الحركة.
نجد دارات الاعتيان والقبض بشكل متكرر في أجهزة المزج synthesizers، إما كوحدة منفصلة أو كمكون متكامل. تُستخدم لأخذ عينات دورية (كل فترة محددة) من إشارة قادمة، عادة كمصدر لتعديل modulation المكونات الأخرى للمركب. عندما تُوصَّل دائرة اعتيان وقبض بمولد ضجيج أبيض، تكون النتيجة سلسلة من القيم العشوائية، والتي - اعتمادًا على سعة التعديل تضمين - يمكن استخدامها لتوفير اختلافات دقيقة في إشارة أو نغمات عشوائية متغيرة بشكل كبير.

## التطبيق
للحفاظ على استقرار جهد الإدخال قدر الإمكان، من الضروري أن يكون للمكثف تسرب منخفض جدًا، وألا يتم تحميله إلى أي درجة كبيرة تتطلب مقاومة الإدخال عالية جدًا.

## ملحوظات
1. samlpe: أخذ عينة أو اِعتيان[1] أو عينة
2. hold: الاحتفاظ أو القبض أو المسك أو الحِفظ[1]
3. Sample and hold: المعاينة والقبض أو أخذ عينة والاحتفاظ بها أو الاِعتيان والقبض[1] أو عينة واحتفاظ
4. sample and follow: اِعتيان ومتابعة أو اِعتيان وتتبع أو عينة ومتابعة